# Xã Iron River, Michigan
Xã Iron River (tiếng Anh: Iron River Township) là một xã thuộc quận Iron, tiểu bang Michigan, Hoa Kỳ. Năm 2010, dân số của xã này là 1.027 người.